# باشگاه فوتبال پاس رشت
باشگاه فرهنگی ورزشی پاس گیلان یک باشگاه ورزشی در شهر رشت،استان گیلان، ایران است. این باشگاه دهه ۴۰ بنیانگذاری شده و یکی از قدیمی‌ترین باشگاه‌های فوتبال ایران و استان گیلان است. این تیم با اقتدار قهرمان لیگ استانی جام گیل شد و به لیگ دسته سوم کشور راه یافت و تنها نماینده نیروی انتظامی در مسابقات رده کشوری بزرگسالان در رشته فوتبال است و هم‌اکنون در مرحله اول لیگ دسته سوم فوتبال ایران ۰۳-۱۴۰۲ رقابت می‌کند.

## تاریخچه
این تیم در دهه ۴۰ به همراه تیم‌های تاج رشت، ایرانمهر رشت، همایون رشت، دارایی رشت در حالی هنوز مسابقات فوتبال کشوری و حتی استانی وجود نداشت از ابتدا با نام پاس رشت در لیگ فوتبال رشت با حمایت شهربانی رشت حضور داشتند پاس رشت به عنوان یکی از دیرپاترین تیم‌ها همچنان در فوتبال ایران و استان گیلان فعال است.

## وضعیت کنونی
این باشگاه زیر مجموعه معاونت تربیت بدنی نیروی انتظامی است و با توجه به مسئولیت اجتماعی و سازمانی هر ساله چندین بازیکن سرباز و جوانان فوتبالیست را زیر چتر حمایتی دارد؛ و تنها تیم نیروی انتظامی جمهوری اسلامی ایران (پلیس ایران) در رشته فوتبال حاضر در مسابقات کشوری است.